# Solanum anomalostemon
Solanum anomalostemon ist eine Pflanzenart der Gattung Nachtschatten (Solanum).

## Beschreibung
Solanum anomalostemon ist ein zwergwüchsiger Halbstrauch oder eine krautige Pflanze mit einer Wuchshöhe von 30 bis 50 cm. Durch eine holzige Pfahlwurzel, von deren Basis die Pflanze verzweigt, überdauert sie als ausdauernde Pflanze. Die Zweige sind robust und mehr oder weniger aufrecht und dicht drüsig behaart. Die sympodialen Einheiten besitzen meist zwei, selten drei oder vier Laubblätter, die jedoch nicht paarweise stehen. Sie sind 1,5 bis 3,5 (selten nur 1) cm lang und 1,5 bis 2,5 (selten nur 1) cm breit. Sie sind dreigeteilt bis fiederspaltig, der Umriss ist mehr oder weniger dreieckig bis eiförmig. Die Blätter sind dick und sukkulent und auf beiden Seiten mit drüsigen und nichtdrüsigen Trichomen behaart. Die drei (selten fünf) Teilblättchen sind oftmals nicht deutlich ausgeprägt, sondern mit einem Flügel aus Blattgewebe verbunden. Die seitlichen Teilblättchen sind 1 bis 2 cm lang und 0,5 bis 0,8 cm breit. Sind fünf Teilblättchen vorhanden, sind die unteren deutlich kleiner und nur 0,2 bis 0,5 cm lang und etwa 0,2 cm breit. Die Blattbasis läuft an der Blattachse herab und ist meist schief. Die Ränder sind ganzrandig bis unregelmäßig gezackt, die Spitze ist abgeschnitten. Das obere Teilblättchen ist 1,2 bis 2 cm lang und 0,7 bis 1,1 cm breit und immer größter als die seitlichen Teilblätter. Die Basis verjüngt sich zur Blattachse, die Ränder sind unregelmäßig gezackt, die Spitze ist abgeschnitten. Die Blattachse ist gefurcht und dicht drüsig behaart.
Die Blütenstände stehen zwischen den Knoten. Sie bestehen aus zwei Blüten und sind dicht mit drüsigen und nichtdrüsigen Trichomen behaart. Die Blütenstandsstiele sind 1 bis 2 cm lang, die Blütenstiele 0,5 bis 0,7 cm. Sie sind kräftig und messen etwa 1 mm im Durchmesser und sind wie der restliche Blütenstand dicht behaart. Die Knospen sind kugelförmig bis leicht eingedrückt kugelförmig. Die Blüten sind immer vollständig. Der Kelch besitzt eine weniger als 0,5 mm lange Kelchröhre, die offen becherförmig ist. Die Kelchlappen sind 2 bis 3 mm lang und an der Basis 1 bis 1,5 cm breit. Sie sind elliptisch bis leicht spatelförmig und auf beiden Seiten dicht mit nichtdrüsigen Trichomen behaart. Die Krone ist weiß gefärbt und misst 1,5 bis 1,7 cm im Durchmesser. Sie ist auf 1/3 bis 1/2 der Länge gelappt, die Kronlappen sind 0,3 bis 0,5 cm lang und an der Basis 0,3 bis 0,4 cm breit. Ihre Form ist dreieckig und zur Blütezeit etwas glockenförmig. In der Mitte eines jeden Kronlappens sind drei deutlich ausgeprägte Adern zu sehen, die beim Trocknen dunkler werden.
Die fünf Staubblätter sind gleichgestaltig und auf etwa 0,5 mm zu einer Röhre verwachsen. Der frei stehende Bereich der Staubfäden misst etwa 1 bis 1,1 mm. Die Staubbeutel sind 2,5 bis 3 mm lang und 2 bis 2,1 mm breit, herzförmig und auf der Rückseite verdickt und dicht papillös. An der Basis befinden sich Lappen von etwa 0,5 mm Länge, die Spitze ist mit einem etwa 1 mm langen Schnabel verlängert. Die Staubbeutel öffnen sich durch Längsschlitze, die zunächst als Poren an der Spitze erkennbar sind. Der Fruchtknoten ist konisch und dicht papillös. Der Griffel ist 4,5 bis 5 mm lang und misst etwa 1 mm im Durchmesser. Er ist unbehaart, zur Blütezeit stark gebogen und trägt eine etwa 1 mm große, köpfchenförmige und dicht papillöse Narbe.
Die Frucht ist eine kugelförmige Beere mit einem Durchmesser von 1 bis 1,4 cm. Das Perikarp ist glänzend und trocknet schwarz oder orange-braun und wird brüchig. Die Blütenstiele vergrößern sich an der Frucht auf 1,2 bis 1,5 cm Länge, messen 0,1 bis 0,15 mm im Durchmesser und sind zurückgebogen. Die zehn bis 20 Samen sind fast eiförmig bis nierenförmig. Sie werden 3 bis 3,1 mm lang und 1,9 bis 2,1 mm breit. Die Ränder sind leicht verdickt, die Oberfläche weist gewölbte Zellen auf, die jedoch nicht buckelig sind.

## Verbreitung, Standorte und Gefährdung
Die Art ist im südlichen Peru verbreitet und wächst dort auf felsigen und lehmigen, trockenen Hängen in Höhenlagen von etwa 2800 m. Sie ist nur aus vier Sammlungen bekannt, deren Standorte alle in einem Umkreis von 20 km liegen. Für die Aufnahme in die Rote Liste gefährdeter Arten des IUCN ist aufgrund der begrenzten Verbreitung der Status „endangered“ (gefährdet) vorgeschlagen.

## Belege
- Sandra Knapp und Michael Nee: Solanum anomalostemon (Solanaceae), an Endangered New Species from Southern Peru with Unusual Anther Morphology. In: Novon, Band 19, 2009. S. 178–181. doi:10.3417/2007108